# 平群北幼稚園
平群北幼稚園（へぐりきたようちえん）は、奈良県平群町に所在する私立幼稚園。平群町立平群北小学校が隣接している。

## 沿革
- 1979年（昭和54年） - 平群北幼稚園設立[1]。

## 主な年間行事
出典
- 園外保育（5月）
- 七夕まつり（7月）
- 信貴山詣り（8月）
- 運動会（10月）
- 創立記念日（11月）
- 節分（2月）

## アクセス
- 近畿日本鉄道 元山上口駅（近鉄生駒線）から徒歩5分[1]